# Бериша, Юлка
Юлка Бериша (алб. Yllka Berisha; 18 января 1988, Приштина, СФРЮ) — албанская фотомодель и певица
, Мисс Косово 2008.

## Биография
Албанского происхождения. В 1990 году эмигрировала из Косово в Лахольм, Швеция.
Первым конкурсом красоты, в котором она участвовала, был «Мисс Скандинавия 2006», в том же году безуспешно приняла участие в конкурсе красоты «Мисс Албания 2006».
28 декабря 2007 года в Приштине получила титул «Мисс Косово». В январе 2008 года представляла Косово на конкурсе Top Model of the World 2008, проходившем в Египте. Была первой представительницей Косово на конкурсах «Мисс мира 2008» и «Мисс Вселенная 2008» .
Участница конкурса красоты Мисс Земля 2008 в Expo Pilipino, Анхелес, Филиппины.
В 2007 году записала свой первый сингл — песню «I maj mend».